# Elezioni parlamentari in Estonia del 1999
Le elezioni parlamentari in Estonia del 1999 si tennero il 7 marzo per il rinnovo del Riigikogu. In seguito all'esito elettorale, Mart Laar, espressione dell'Unione della Patria, divenne Primo ministro; nel 2002 fu sostituito da Siim Kallas, esponente del Partito Riformatore Estone.

## Risultati
| Liste                             | Voti    | %     | Seggi |
| --------------------------------- | ------- | ----- | ----- |
| Partito di Centro Estone          | 113 378 | 23,41 | 28    |
| Unione della Patria               | 77 917  | 16,09 | 18    |
| Partito Riformatore Estone        | 77 088  | 15,92 | 18    |
| Moderati                          | 73 630  | 15,21 | 17    |
| Partito della Coalizione Estone   | 36 692  | 7,58  | 7     |
| Partito Popolare Rurale Estone    | 35 204  | 7,27  | 7     |
| Partito Popolare Unito Estone     | 29 682  | 6,13  | 6     |
| Partito Popolare Cristiano Estone | 11 745  | 2,43  | –     |
| Partito Russo in Estonia          | 9 825   | 2,03  | –     |
| Partito Blu Estone                | 7 745   | 1,60  | –     |
| Assemblea dei Contadini           | 2 421   | 0,50  | –     |
| Partito del Progresso             | 1 854   | 0,38  | –     |
| Candidati individuali             | 7 058   | 1,46  | –     |
| Totale                            | 484 239 | 100   | 101   |